# Христо Димитров (свещеник)
Вижте пояснителната страница за други личности с името Христо Димитров.
Христо Димитров е български духовник и общественик, деец на късното Българско възраждане в Южна Македония в края на XIX и началото на XX век, един от водачите на българското просветно и църковно дело в Хрупища.

## Биография
Христо Димитров е роден в костурското село Желин, тогава в Османската империя, днес Хилиодендро, Гърция. Остава малък сирак и работи в митрополията в Костур, където се научава да чете и пише на гръцки. Връща се в Желин и работи като строител. Като строител обикаля Гърция и България. Ръкоположен е за свещеник от българския битолски владика Григорий Пелагонийски, Димитров се установява в Хрупища. Няколко години служи във влашката църква „Аръмънит“, докато ръководи построяването на български параклис. Председател е на българското черковно-училищно настоятелство, а след уволнението на първия архиерейски наместник в Хрупища отец Григорий Бейдов, Христо Димитров временно изпълнява длъжността. Умира от рак на гърлото. На тържественото му погребение присъства йеромонах Паисий, управляващ Костурската българска митрополия.
Георги Христов пише за него:
| „ | Скромен, тих, с благ характер, истински божи служител, невзискателен, задоволяващ се с това, което даваше малката му енория, той споделяше и радоски и скърби безропотно в моменти на тържественост и опасност заедно с паството си, което упътваше и насърчаваше в минути на унине и тъй поддържаше духа му. Не само морален, но и материален и физически актив даде свещеник Христо на своите пасоми... Живущ... в училищния двор, център на националното, черковно, училищно и освободително дело, на доброто и злото, божият служител, всичко виждаше, всичко знаеше, всичко таеше и пазеше грижливо, и във всичко помагаше. Плодовитата си дейност той маскираше със своята скромна външност, зад която враговете не можеха да видят истинския опасен българин. | “ |